# 252e division (Israël)
Pour les articles homonymes, voir 252e division.
La 252e division blindée « Sinaï » (hébreu : עוצבת סיני) est une division blindée des forces de défense israéliennes subordonnée au commandement méridional.

## Histoire
L'unité, première division permanente de Tsahal, est créée en 1968 dans le but d'unifier les forces blindées israéliennes dans le Sinaï, en prenant une part active à la guerre d'usure. Elle prend ensuite une part active à la guerre du Kippour. Pendant la première guerre du Liban, elle opère sur l'aile orientale des forces israéliennes pénétrant au Liban. Au 21e siècle, la division est chargée de sécuriser la frontière avec l'Égypte.

### Guerre de Gaza (depuis 2023)
L'unité joue un rôle actif dans la guerre à Gaza depuis octobre 2023. Selon l'armée israélienne, « la 252e division a tué de nombreux de membres du Hamas, y compris des membres de haut rang, à Beit Hanoun et à Jabaliya ». De novembre 2023 à août 2024, l'unité est commandé par le général de brigade Moran Omer.

### Accusations de crimes de guerre, crimes contre l'humanité et génocide
Depuis août 2024, elle est commandée par Yehuda Vach, accusé de  génocide, crimes de guerre et crimes contre l’humanité. D'août à novembre 2024, l'unité opère dans le couloir de Netzarim et y mène des attaques contestées. Le commandant Vach ordonna notamment à ses soldats de tirer à vue sur les Palestiniens — hommes, femmes et enfants — tentant d’approcher. Les cadavres sont laissés à l’air libre et dévorés par les chiens,. L’armée israélienne estime à plus de 200 morts le nombre de Palestiniens abattus de cette manière à cet endroit, dont moins de dix membres du Hamas. Une enquête du quotidien Haaretz a documenté les exécutions extrajudiciaires commises notamment par des soldats israéliens de la 252e division dans le corridor de Netzarim. Les troupes israéliennes déployées sur place appellent la zone la « ligne des cadavres » et auraient mis en place un concours du plus grand nombre de victimes. Toute personne y pénétrant est abattue. Les personnes qui y sont tués sont ensuite qualifiés de « terroristes ».

## Organisation en 2023

Organisation de la 252e division en 2023.

- 252e division blindée « Sinaï » (réserve)
  -  10e brigade blindée « Harel » (réserve)
  -  12e brigade d'infanterie « Neguev » (réserve)
  -  14e brigade blindée « Machatz » (réserve)
    - 79e bataillon blindé
    - 184e bataillon blindé
    - 8114e bataillon blindé
    - Bataillon du génie de combat
    - Bataillon logistique

  -  16e brigade d'infanterie « Jérusalem » (réserve)
    - 7007e bataillon d'infanterie
    - 8119e bataillon d'infanterie
    - 9207e bataillon d'infanterie
    - Bataillon de patrouille « Jérusalem »
    - Bataillon du génie de combat
    - Bataillon logistique

  -  454e brigade d'artillerie (réserve)
    - 439e bataillon d'artillerie (M109)
    - 670e bataillon d'artillerie (M109)
    - 7394e bataillon d'artillerie (M109)
    - 9305e bataillon d'artillerie (M109)
    - Bataillon d'artillerie (M270 MLRS)
    - Bataillon d'acquisition de cibles

  -  Brigade de division logistique
  -  Bataillon de division des transmissions